# Medbridge

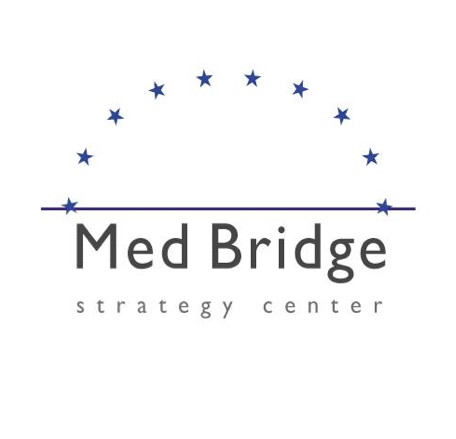
Medbridge Strategy Center

MedBridge es una organización europea que trabaja para promover los intercambios, el diálogo y el entendimiento mutuo entre Europa y el Medio Oriente. Su objetivo es de mejorar el acceso a informaciones sobre el Medio Oriente para europeos, apoyar esfuerzos de paz árabe-israelí, y dar la información más directa, completa y objetiva posible sobre la situación política en la región. 
La organización fue fundada en 2003 por varios individuos políticos que pertenecen a diversas corrientes políticas europeas como Willy De Clercq, Ana Palacio, Marco Pannella, François Léotard y François Zimeray.

## Personalidades implicadas
Los que han recibido delegaciones de MedBridge incluyen:
| - Abdalá II de Jordania - Rania de Jordania - Mahmoud Abbas - Salam Fayyad - Benyamin Netanyahu - Shimon Peres - Tzipi Livni | - Ariel Sharon - Ehud Olmert - Sari Nusseibeh - Amir Peretz - Tomy Lapid - Avraham Burg - David Grossman | - Dalia Itzik - Yossi Beilin - Shaul Mofaz - Yasser Abd Rabbo - Hanan Ashrawi - Marwan al-Muasher - Ami Ayalon | - Binyamin Ben-Eliezer - Ahmed Tibi - Reuven Rivlin - Avi Dichter - Marc Otte - Ahmed Aboul Gheit - Ahmed Qurei |